# Troisième grand réveil
Le troisième grand réveil fait référence à une période historique marquée par un grand activisme religieux aux États-Unis, qui va de la fin des années 1850 jusqu'aux premières décennies du XXe siècle,. Il a affecté les dénominations protestantes piétistes et a comporté une forte dimension d'activisme social encouragé par la croyance que la seconde venue du Christ se produirait après que l'humanité eut réformé la terre entière. Il était associé au mouvement de l’Évangile social, qui appliquait le christianisme aux questions sociales et a tiré sa force du grand réveil, tout comme le mouvement missionnaire protestant mondial. De nouveaux groupes religieux ont vu le jour à cette occasion, tels que les mouvements mouvement de sanctification (1894) et la science chrétienne (1879). Du mouvement de sanctification sont ensuite directement issus l’église du Nazaréen (1908) et le pentecôtisme (1906). Les réveils d'Ulster et du Pays de Galles de 1859 et le réveil gallois de 1904-1905 se produisent pendant cette période, bien que le Royaume-Uni soit pas directement touché par le troisième grand réveil, contrairement à ce qui a été le cas pour les deux précédents réveils.
Cette période a vu l’adoption par les dénominations protestantes américaines d’un certain nombre de causes morales, telles que l’abolition de l'esclavage et la lutte contre l'alcoolisme. Cela a « posé les bases de l’État-providence et a fourni à la fois les fondements philosophiques et l'énergie politique pour les réformes sociales des années 1930, 1940 et 1950, pour les réformes des droits civiques des années 1950 et 1960, et pour les réformes féministes de la fin des années 1960 et du début des années 1970 ».

## Déroulement
Dès les années 1850, les Églises protestantes américaines se développaient rapidement en nombre, en richesse et en niveau d’éducation, se débarrassant de leurs particularismes originels, notamment dans les villes américaines en pleine croissance. Des intellectuels et des écrivains tels que Josiah Strong (1847-1916) préconisaient un christianisme dynamique avec une sensibilisation systématique des non-croyants en Amérique et dans le monde entier. Des collèges et des universités étaient fondés pour former la prochaine génération. Chaque dénomination soutenait des sociétés missionnaires actives et accordait au rôle de missionnaire un grand prestige.
La grande majorité des protestants des principaux courants piétistes (dans le nord) soutenaient le parti républicain et le pressaient de soutenir la prohibition et les réformes sociales,. Dans les grandes villes du nord, le réveil marqua un pause pendant la guerre de Sécession ; dans le sud, en revanche, la guerre civile a stimulé les réveils, en particulier au sein de l'armée confédérée.
Après la guerre, l'énergique prédicateur Dwight L. Moody (1837-1899) a fait du revivalisme la pièce maîtresse de ses activités à Chicago en fondant le Moody Bible Institute. Les hymnes d'Ira Sankey (1840-1908) étaient particulièrement efficaces.
À travers la nation, les revivalistes mènent campagne au nom de la religion pour interdire l’alcool. La Woman's Christian Temperance Union a mobilisé des femmes protestantes pour des croisades sociales contre l'alcool, la pornographie et la prostitution, et a suscité la demande du droit de vote des femmes.
La ploutocratie de l'âge d'or capitaliste a été fortement attaquée par les prédicateurs de l'Évangile social et les réformateurs de l'ère progressiste. L'historien Robert Fogel identifie de nombreuses réformes, en particulier les combats impliquant le travail des enfants, l'enseignement élémentaire obligatoire et la protection des femmes contre l'exploitation dans les usines.
Toutes les grandes dénominations ont parrainé des activités missionnaires croissantes aux États-Unis et dans le monde entier,. À partir de 1886, le Student Volunteer Movement va recruter des milliers d'étudiants d'abord surtout pour les missions étrangères des grandes églises puis de plus en plus pour les missions indépendantes (faith mission boards) d'origine évangélique et/ou revivalistes.
Les collèges associés aux églises se développent rapidement en nombre, en taille et en qualité de programmes. La promotion du « christianisme dynamique » est devenue populaire parmi les jeunes hommes sur les campus et dans les YMCA urbains, ainsi que dans des groupes de jeunes dénominationnels tels que la ligue Epworth pour les méthodistes et la ligue Walther pour les luthériens.

## Développement du mouvement de sanctification et du pentecôtisme
Le but du mouvement de sanctification qui trouve son terreau initial au sein des églises méthodistes était de dépasser l'expérience spirituelle ponctuelle provoquée par les réveils et d'atteindre la sanctification par la "seconde bénédiction". À partir de 1867, le mouvement tient des camp meetings de masse (plus de 10 000 participants). Leur ferveur s'étend à toute l'Amérique du Nord et bientôt au Royaume-Uni où le mouvement organise à partir de 1875 la convention de Keswick.
À partir de 1906 (réveil d'Azusa Street), les pentecôtistes vont encore plus loin, recherchant ce qu'ils appellent le "baptême selon l'Esprit" ou le "baptême du Saint-Esprit", accompagné de la manifestation de dons tels que la guérison des malades, la prophétie et le parler en langues. Le pentecôtisme, qui intègre en masse dès le début les Afro-Américains, va connaître un développement planétaire puisqu'on compte aujourd'hui environ 78 millions de pentecôtistes, et 510 millions d’adhérents des différents mouvements charismatiques eux-mêmes issus ou inspirés par les pentecôtistes, soit au total quelque 600 millions de chrétiens.

## Apparition de nouveaux groupes religieux
De nouvelles croyances pour certaines totalement hétérodoxes et inassimilables au christianisme prennent vie dans le contexte du troisième grand réveil :
- le mouvement Nouvelle Pensée s'est développé au fur et à mesure de la fondation de Église d'unité et Église de la science divine. Dans la même lignée philosophique, Mary Baker Eddy créée et dirige la science chrétienne, qui a acquis une vaste influence nationale et internationale[21] ;
- Charles Taze Russell fonde d'abord l'Association des étudiants de la Bible. En juillet 1879, il commence à publier un journal religieux mensuel, Zion's Watch Tower et Herald of Christ's Presence. Ce n'est qu’après sa mort en 1916 que son groupe prend le nom de Témoins de Jéhovah (en 1931). Russell en est néanmoins clairement identifié comme le fondateur.

Restés dans le giron chrétien on trouve :
- l'Armée du salut, née en Grande-Bretagne en 1865 et arrivée en Amérique en 1880. Bien que sa théologie ait été basée sur les idéaux exprimés par ls prédicateurs méthodistes lors du second grand réveil, son accent sur la lutte contre la pauvreté est dans la ligne du troisième grand réveil ;
- avec Hull House de Jane Addams à Chicago comme centre, le mouvement des colonies et la vocation du travail social ont été profondément influencés par l'Évangile social[22].

Enfin, l'émulation se propage jusque dans le judaïsme : l'Ethical movement (en), aussi appelé Ethical Culture movement (Société pour la culture éthique), créée à New York en 1876 par le juif libéral Felix Adler, se constitue en groupe religieux indépendant qui attire une clientèle juive réformée.

## Impact sur la Corée
L'historien Chun Beh Im a comparé la méthode évangélique et les résultats du troisième grand réveil en Amérique avec les réveils coréens des années 1884 à 1910. Parmi les nombreuses techniques des deuxième et troisième grands réveils transposées en Corée, on trouve la pratique des prédicateurs itinérants méthodistes (dits circuit riders), des prédicateurs paysans baptistes, les réveils des campus étudiants de la côte est, les camp meetings de l'ouest américain, les différentes innovations de Charles G. Finney (1792-1875), le revivalisme de masse urbain de Moody, le mouvement volontaire étudiant, etc. Les réveils américains ont donc eu une influence majeure sur les réveils coréens, et la tradition de renaissance américaine et son enthousiasme pour les missions ont aidé les chrétiens coréens à développer leur propre expérience et tradition religieuses. Cette tradition a influencé les églises coréennes jusqu'au XXIe siècle.